# یواس‌اس هیدرولیک (اس‌پی-۲۵۸۴)
یواس‌اس هیدرولیک (اس‌پی-۲۵۸۴) (به انگلیسی: USS Hydraulic (SP-2584)) یک کشتی بود که طول آن ۸۳ فوت ۶ اینچ (۲۵٫۴۵ متر) بود. این کشتی در سال ۱۹۰۰ ساخته شد.